# 玉置泰
玉置 泰（たまおき やすし、1949年7月17日 - ）は、日本の実業家（株式会社一六本舗代表取締役社長）、映画プロデューサー。

## 経歴
愛媛県松山市出身。父親は一六本舗の前社長・玉置一郎。1972年、慶應義塾大学卒業。電通入社。1977年、電通を退社。松山に戻り、家業の一六本舗に入社、宣伝担当となる。主力商品一六タルトのCMに出演する俳優を考えていたところ、リストにたまたま松山市と縁の深い伊丹十三の名があったため、伊丹を起用。これが機縁となり、2人の親交が始まる。伊丹の初監督作品となった『お葬式』製作の際、一六本舗として製作費を出資。映画は大ヒットし、玉置は自ら伊丹プロダクションの社長を兼任することになった。以降、玉置は映画プロデューサーとして、一六本舗は出資スポンサーとして、伊丹監督作品を支え続けてきた。
伊丹亡き後も伊丹プロダクションの社長、伊丹十三記念館を運営しているITM伊丹記念財団の理事長を務め、伊丹十三およびその作品を守り続けている一方で、全編愛媛ロケによる映画『船を降りたら彼女の島』ではエグゼクティブ・プロデューサーとして、えひめ映画製作委員会を支えてきた。

## 映画
- お葬式 (1984)製作
- タンポポ (1985)製作
- マルサの女 (1987)製作
- マルサの女をマルサする (1987)プロデューサー
- マルサの女2 (1988)製作
- マルサの女2をマルサする (1988)プロデューサー
- スウィートホーム (1989)製作
- あげまん (1990)製作
- ミンボーの女 (1992)製作
- 大病人 (1993)製作
- 静かな生活 (1995)製作
- スーパーの女 (1996)製作
- マルタイの女 (1997)製作
- 船を降りたら彼女の島 (2002)エグゼクティブ・プロデューサー